# Microrregión de Presidente Prudente
La microrregión de Presidente Prudente es una de las microrregiones del estado brasilero de São Paulo perteneciente a la mesorregión Presidente Prudente. Su población fue estimada en 2006 por el IBGE en 884.998 habitantes y está dividida en treinta municipios. Posee un área total de 17.515,798 km².

## Municipios
- Alfredo Marcondes
- Álvares Machado
- Anhumas
- Caiabu
- Caiuá
- Emilianópolis
- Estrela do Norte
- Euclides da Cunha Paulista
- Indiana
- João Ramalho
- Marabá Paulista
- Martinópolis
- Mirante do Paranapanema
- Narandiba
- Piquerobi
- Pirapozinho
- Presidente Bernardes
- Presidente Epitácio
- Presidente Prudente
- Presidente Venceslau
- Rancharia
- Regente Feijó
- Ribeirão dos Índios
- Rosana
- Sandovalina
- Santo Anastácio
- Santo Expedito
- Taciba
- Tarabai
- Teodoro Sampaio

- Datos: Q2415760